# Assassin's Creed Chronicles
Assassin's Creed Chronicles é um conjunto de jogos da série Assassin's Creed, produzidos pelo estúdio britânico Climax Studios e publicados pela Ubisoft.
Chronicles: China foi anunciado em Setembro de 2014 como conteúdo adicional para Assassin's Creed Unity. Em Março de 2015, a Ubisoft anunciou Chronicles: India e Chronicles: Russia. Inspirados no género metroidvania, todos os jogos têm novos protagonistas, novas histórias e um novo design em 2.5D, baseado nas pinturas tradicionais.
Chronicles: China foi o primeiro a ser lançado, a 21 de Abril de 2015 na América do Norte e a 22 de Abril noutros territórios para Xbox One, PlayStation 4 e Microsoft Windows. Os capítulos Chronicles: India e Chronicles: Russia foram lançados a 12 de Janeiro e 9 de Fevereiro de 2016, respectivamente, juntamente com uma colecção dos três jogos: Assassin's Creed Chronicles Trilogy Pack. Uma versão da colecção para Playstation Vita será lançada a 5 de Abril de 2016.

## Jogabilidade

Imagem retirada de Chronicles: China. Os jogos utilizam um estilo com visual 2.5D em deslocação lateral (side-scrolling).

De acordo com Aymar Azaizia, gestor de conteúdo na série, Assassin's Creed Chronicles foi inspirado no género metroidvania.
Os três jogos têm um novo esquema de jogo com visual 2.5D, com jogabilidade lateral mas gráficos tridimensionais, mas com elementos já conhecidos da série, como o parkour, os saltos de fé (Leap of Faith), os assassinatos, o uso de acção furtiva (stealth), a “visão de águia” e os quebra-cabeças (estilo Metroid). É por vezes necessário percorrer o mesmo nível várias vezes para se cumprirem tantos os objectivos principais como os secundários. Os inimigos podem ser evitados ou eliminados, escondendo seus corpos para evitar que outros os descubram. O jogador também pode usar as diversas camadas do cenário para se mover sem ser visto pelos inimigos. Os níveis têm segredos que ampliam a história e oferecem conteúdos extra. Os três personagens têm estilos diferentes: na China, Shao Jun, é rápida e consegue eliminar adversários com muita destreza; na Índia, o assassino Arbazz Mir tem movimentos mais lentos, mas é melhor nos combates; e na Rússia, Nikolaï Orelov utiliza uma espingarda como arma.
Cada um dos jogos tem um estilo visual único: para Chronicles: China, os gráficos foram inspirados nas aguarelas chinesas do séc. XVI; em Chronicles: India, que tem um enredo mais recente, os cenários são como impressões coloridas em jornal; em Chronicles: Russia, cuja história acontece no séc. XX, o estilo remete para fotos granuladas das clássicas propagandas comunistas.
Todos os jogos também têm uma componente online, que permite ao jogador ver as tabelas de pontuação mundiais.

## Sinopses

### Chronicles: China
Chronicles: China decorre em 1526 e conta a história de Shao Jun, uma Assassina chinesa que viveu durante a queda da Dinastia Ming. Treinada por Ezio Auditore da Firenze, Jun regressa à sua terra natal para executar uma vingança sobre os Oito Tigres, um grupo Templário que eliminou a Irmandade Chinesa. A aventura de Shao Jun irá levá-la a locais como Macau, Nan'an, a Cidade Proibida e a Grande Muralha.

### Chronicles: India
Chronicles: India é o segundo capítulo da trilogia e conta a história do assassino Arbaaz Mir, que terá de reaver um artefato da ordem dos Assassinos e matar o Templário que o roubou, enquanto protege os amigos e a sua amada. A ação decorre em 1841, durante as tensões entre o Império Sikh e a Companhia da India do Este. São apresentadas algumas armas novas na série como a típica espada Mughal similar a Aruval, a Urumi, a katar com Bagh naka, a Chakram, bombas de fumo para distracção e acções furtivas e uma fisga com projecteis de pedra. Arbaaz Mir foi o protagonista do romance gráfico Assassin's Creed: Brahman.

### Chronicles: Russia
Em Chronicles: Russia o jogador controla o Assassino russo Nikolai Orelov em 1918, na consequência da Revolução de Outubro. Orelov quer deixar o país com a família mas tem de fazer uma ultima missão para a Ordem: infiltrar-se na casa onde a família do Czar está presa pelos Bolcheviques e roubar um artefacto que é desde séculos objecto de luta entre os Assassinos e os Templários. Pelo caminho, é testemunha do massacre dos filhos do Czar pela Tcheka, a polícia secreta bolchevique, mas consegue salvar a princesa Anastasia/Anya. Orelov tem de fugir dos Templários enquanto protege o artefacto e Anastasia, também ela jogável nalgumas secções. Nikolai Orelov foi o protagonista dos romances gráficos Assassin’s Creed The Fall/The Chain.

## Lançamento
Assassin's Creed Chronicles: China foi anunciado em Setembro de 2014 como parte do conteúdo adicional para Assassin's Creed Unity. A 31 de Março de 2015, foi anunciado que Assassin's Creed Chronicles: China fazia parte de uma trilogia com Assassin's Creed Chronicles: India e Russia. China foi lançado a 21 de Abril de 2015 na América do Norte e um dia depois em outros territórios, para Microsoft Windows, PlayStation 4 e Xbox One. Assassin's Creed Chronicles: China é o primeiro titulo da série que usa o motor Unreal Engine 3.
A 8 dezembro de 2015, a Ubisoft anunciou que Assassin's Creed Chronicles: India seria lançado a 12 Janeiro de 2016 e Assassin's Creed Chronicles: Russia a 9 de Fevereiro de 2016, juntamente com uma colecção dos três jogos: Assassin's Creed Chronicles Trilogy Pack. A versão Playstation Vita da colecção será lançada a 5 de Abril de 2016.

## Recepção
| Jogo               | GameRankings               | Metacritic                 |
| ------------------ | -------------------------- | -------------------------- |
| Chronicles: China  | 66.44% (PS4) 66.82% (XONE) | 67/100 (PS4) 67/100 (XONE) |
| Chronicles: India  | 60.00% (PS4) 66.11% (XONE) | 67/100 (PS4) 65/100 (XONE) |
| Chronicles: Russia | 56.67% (PS4) 60.30% (XONE) | 62/100 (PS4) 61/100 (XONE) |